# Discografia Irinei Loghin
Irina Loghin este o interpretă de muzică populară românească, supranumită „regina muzicii populare”. A fost, pe rând, solistă a ansamblurilor „Ciocârlia”, „Barbu Lăutaru” și „Ciprian Porumbescu”. A cântat o lungă perioadă de timp și în străinătate.

## Discografie

### Electrecord 1964-1996
| An         | Numar catalog                                                                                  | Piese | Acompaniament                                                                   | Note                                              |
| ---------- | ---------------------------------------------------------------------------------------------- | --- | ------------------------------------------------------------------------------- | ------------------------------------------------- |
| 1964       | EPA 3358                                                                                       | 1. Foaie verde didițel 2. De s-ar face dealul șes | 1- Orchestra Ciocarlia dirijor Ion Margean 2- O.M.P.R. dirijor George Vancu     | Înregistrări Radio                                |
| 1964       | EPA 3357                                                                                       | 1. Măi bădiță de pe grui 2. Neica-al meu, harnic sondor | 1- O.M.P.R. dirijor George Vancu 2- Orchestra Ciocarlia dirijor Victor Predescu | Înregistrări Radio din anul 1964                  |
| 1965       | EPC 579 Măi bădiță de pe grui                                                                  | 1. Măi bădiță de pe grui 2. Neica-al meu, harnic sondor 3. Foaie verde didițel 4. De s-ar face dealul șes | Orchestra O.M.P.R. George Vancu (1, 4) Victor Predescu(2) Ion Mărgean (3)       | Înregistrări de pe EPA 3357, EPA 3358             |
| 1966       | EPC 687 Foicică din ponoare                                                                    | A1 Foicică din ponoare A2 Maică măiculița mea B1 Pelinaș pelin amar B2 Colo-n vale-n grădiniță | Orchestra condusă de George Vancu                                               |                                                   |
| 1967       | EPC 779 Mult m-am uitat în calea lui                                                           | A1 Mult m-am uitat în calea lui A2 Merișorii B1 Unde-o fi dragostea noastră B2 Nu e apă bună dorul | Orchestra condusă de George Vancu                                               |                                                   |
| 1967       | EPD 1153 Bădiță, De Dorul Tău                                                                  | A1 Bădiță De Dorul Tău A2 Florilor De Pe Cîmpie A3 Fluier, Fluieraș De Soc A4 Ghiocel Din Deal Adus B1 Nu Știu Luna Pe Cer Merge B2 Ce Vii Bade Târzior B3 Ce E Ionele Cu Tine B4 Satul Meu De Lângă Munte | Orchestra condusă de George Vancu                                               |                                                   |
| Sept. 1968 | EPD 1212 M-au Cerut La Maica Doi                                                               | A1 M-au Cerut La Maica Doi A2 Prahovă, Apă Zglobie A3 Vultur, Vultur, Dragul Meu A4 Iaca, Bade, Ce-aud Eu B1 Cei Trei Brazi De La Sinaia B2 Măicuță, Cînd M-ai Făcut B3 Mi-a Căzut Norocu-n Baltă B4 Ce Departe Ești, Măicuță | Orchestra condusă de George Vancu                                               |                                                   |
| 1970       | EPD 1247 Irina Loghin și Benone Sinulescu Pe Drumul Căruțelor                                  | A1 Pe Drumul Căruțelor A2 Măi, Ionele, Un' Te Duci? A3 Azi E Nor, Mîine-i Senin A4 N-oi Mai Iubi Niciodată B1 Plec, Mîndruțo, Militar B2 Bună Ziua Și Bun Lucru B3 A Plecat Mîndra Departe B4 Mi-a Scris Măicuța De-acasă | Orchestra Ionel Budișteanu                                                      |                                                   |
| 1972       | STM-EPE 0747 Întoarce-te, Bade, În Sat                                                         | A1 Întoarce-te, Bade, În Sat A2 Ce Focșor Și Ce Amar A3 Nu Te Supăra Neicuță A4 Mi-ai Dat, Mamă, Cîntecul A5 Of Dor, Of Mor A6 Azi În Sat E Nuntă Mare B1 La Cireșul Retezat B2 Asta E Poteca Mea B3 Omul Cît Trăiește-n Lume B4 De-ar Fi Și Neica Pe Aici B5 Cine Trece Pe Islaz B6 Fă-mi, Măicuța Mea, O Salbă | Orchestra condusă de George Vancu                                               |                                                   |
| 1974       | STM-EPE 0960 Cine N-are Dor Pe Lume                                                            | A1 Pe Dealuri Și Pe Ponoare A2 Dor Și Dor, Măi A3 Nici O Boala Nu-i Mai Grea A4 Nu Aseară, Alaltăseară A5 Prunule Cu Creanga-n Vînt A6 Vezi Măi Bade Cum Ești Tu B1 Ionel, Cînd Trece Pe Vale B2 În Pădurea Verde Deasă B3 Mi-a Scris Puiul Din Armată B4 Eu Plîng C-am Îmbătrînit B5 Foaie Verde Lăcrămioare B6 Cine N-are Dor Pe Lume | Orchestra condusă de George Vancu                                               |                                                   |
| 1974       | STM-EPE 01056 Trésors Folkloriques Roumains, Rencontre avec la Roumanie Munténie               | A6 Cîntecul Lui Gheorghilaș A7 Cerui Sfatul Florilor | Orchestra Paraschiv Oprea                                                       | Înregistrari Radio                                |
| 1974       | STM-EPE 01004 Irina Loghin și Benone Sinulescu Rămîi Mîndruțo Cu Bine                          | A1 Rămîi Mîndruțo Cu Bine A2 Dă-mi Mîndruțo Gura Ta A3 Nici Vîntul Să Nu Ne Știe A4 Cine Bate Seara La Fereastra Mea A5 Hai Mîndruțo, Ieși Afară A6 A Plecat Mîndra Departe B1 Pe Drumul Căruțelor B2 Măi Ionele, Un-te Duci? B3 Azi E Nor, Mîine-i Senin B4 Plec Mîndruțo Militar B5 Bună Ziua Și Bun Lucru | (A1-A6) Orchestra Paraschiv Oprea (B1-B5) Orchestra Ionel Budișteanu            |                                                   |
| 1974       | STM-EPE 01005 Cei Trei Brazi De La Sinaia                                                      | A1 Bădiță De Dorul Tău A2 Florilor De Pe Cîmpie A3 Fluier, Fluieraș De Soc A4 Ghiocel Din Deal Adus A5 Mi-a Căzut Norocu-n Baltă A6 Nu Știu Luna Pe Cer Merge A7 Ce Vii Bade Tîrzior A8 Ce E Ionele Cu Tine A9 Satul Meu De Lîngă Munte B1 M-au Cerut La Maica Doi B2 Prahovă, Apă Zglobie B3 Vultur, Vultur, Dragul Meu B4 Iacă Bade Ce-aud Eu B5 Cei Trei Brazi De La Sinaia B6 Măicuță Cînd M-ai Făcut B7 Ce Departe Ești Măicuță                                                                                  | Orchestra condusă de George Vancu                                               | Înregistrări de pe discurile din 1974; 1968; 1967 |
| 1975       | STM-EPE 01138 Spune, Măiculiță, Spune                                                          | A1 Spune Măiculiță, Spune A2 Salcie, Pletele Tale A3 Frate Peline A4 Să-ți Fie, Neică, De Bine A5 Cucule, Mai Cîntă Mîndru A6 Mi-ai Spus Ionel Odată B1 Fetelor, Mă Ascultați B2 Mai Aseară, Pe-nserat B3 Codrule, Împărat Ceresc B4 Colo-n Vale-n Făgețel B5 Ilincuța Șandrului B6 Cîntă Puiul Cucului | Orchestra Paraschiv Oprea                                                       |                                                   |
| 1976       | STC 0019 Spune, Măiculiță, Spune Casetă audio                                                  | A1 Spune Măiculiță, Spune A2 Fetelor, Mă Ascultați A3 Salcie, Pletele Tale A4 Cucule, Mai Cîntă Mîndru A5 Să-ți Fie Neică de Bine A6 Colo-n Vale-n Făgețel A7 Cîntă Puiul Cucului A8 Întoarce-te Bade-n Sat A9 Nu Te Supăra Neicuță B1 Mi-ai Dat Mamă, Cîntecul B2 De-ar Fi Neica Pe-aici B3 Ce Focșor Și Ce Amar B4 Asta E Poteca Mea B5 Of Dor, Of Mor B6 Pe Dealuri Și Pe Ponoare (Mărăcinul) B7 Nici O Boală Nu-i Mai Grea B8 Cine N-are Dor Pe Lume                                                              | (A8-B9) Orchestra condusă de George Vancu (A1-A7) Orchestra Paraschiv Oprea     |                                                   |
| 1978       | STC 00146 Caseta Audio                                                                         | A1 Mamelor, De Sunteți Mame A2 Bradului, La Munte-i Place A3 Firicel De Busuioc A4 Tată Socrule, Fii Gata A5 Cîte Leaturi, Au Plecat A6 Mamă, Urîtul Mă Cere A7 Tinerețe, Nu Pleca B1 Maică, M-ai Crescut De Mică B2 În Grădina Casei Mele B3 Miorița B4 Noroace, Te-aștept De-o Viață B5 Cîntec De Leagăn B6 Cine-n Lume A Lăsat Dor | Orchestra Paraschiv Oprea                                                       |                                                   |
| 1978       | STM-EPE 01475 Miorița                                                                          | A1 Maică, M-ai Crescut De Mică A2 În Grădina Casei Mele A3 Miorița A4 Noroace, Te-aștept De-o Viață A5 Cîntec De Leagăn A6 Cine-n Lume-a Lăsat Dor B1 Mamelor, De Sînteți Mame B2 Bradului La Munte-i Place B3 Firicel De Busuioc B4 Tată Socrule, Fi Gata! B5 Cîte Leaturi Au Plecat B6 Mamă, Urîtu Mă Cere B7 Tinerețe, Nu Pleca | Orchestra Paraschiv Oprea                                                       |                                                   |
| 1978       | STM-EPE 01478 Trésors Folkloriques Roumains, Rencontre avec la Roumanie Munténie II (Coutumes) | B8 Sus În Deal La Nouă Meri B10 Din Cea Zori, Din Cea Grădină B12 Pe Munții De Piatră | Orchestra Paraschiv Oprea                                                       |                                                   |
| 1982       | ST-EPE 02149 Mugurel De Primăvară                                                              | A1 Mugurel De Primăvară A2 Cetioară De Brăduț A3 Măi Bădiță, De-al Tău Drag A4 De Ce Luna Se Ascunde A5 Trandafir Scăldat În Rouă A6 Mult Am Colindat Prin Lume B1 Cine N-are Dor Pe Lume B2 Bădișor Cu Ochii Verzi B3 Iar Mă-ncearcă Dragostea B4 De Ce Mamă, De Ce Tată... B5 M-a Pus Maica La Țesut B6 Mă Usucă Dragostea | Orchestra Gheorghe Zamfir                                                       |                                                   |
| 1982       | STC 00206 Mugurel De Primăvară Caseta audio                                                    | A1 Mugurel De Primăvară A2 Cetioară De Brăduț A3 Măi Bădiță, De-al Tău Drag A4 De Ce Luna Se Ascunde A5 Trandafir Scăldat În Rouă A6 Mult Am Colindat Prin Lume B1 Cine N-are Dor Pe Lume B2 Bădișor Cu Ochii Verzi B3 Iar Mă-ncearcă Dragostea B4 De Ce Mamă, De Ce Tată... B5 M-a Pus Maica La Țesut B6 Mă Usucă Dragostea | Orchestra Gheorghe Zamfir                                                       |                                                   |
| 1988       | STC 00529 Casetă audio                                                                         | 1 Bădiță, De Dorul Tău 2 Florilor De Pe Câmpie 3 Fluier, Fluieraș De Soc 4 Ghiocel Din Deal Adus 5 Nu Știu Luna Pe Cer Merge 6 Ce Vii, Bade, Tîrzior 7 Ce E Ionele Cu Tine 8 Satul Meu De Lîngă Munte 9 M-au Cerut La Maica Doi 10 Prahovă, Apă Zglobie 11 Vultur, Vultur, Dragul Meu 12 Cei Trei Brazi De La Sinaia 13 Măicuță, Cînd M-ai Făcut 14 Ce Departe Ești Măicuță 15 Nu Aseară, Alaltăseară 16 Vezi Măi Bade Cum Ești Tu 17 Ionel, Cînd Treci Pe Vale 18 În Pădurea Verde Deasă 19 Eu Plîng C-am Îmbătrînit | Orchestra George Vancu                                                          |                                                   |
| 1988       | STC 00530 Irina Loghin și Benone Sinulescu Rămîi Mîndruțo Cu Bine Casetă audio                 | A1 Sus În Deal La Nouă Meri A2 Pe Munții De Piatră A3 Măi Ionele, Un'te Duci ? A4 Cine Bate Seara, La Fereastra Mea A5 Hai, Mîndruțo, Ieși Afară A6 A Plecat Neica Departe A7 Azi E Nor, Mîine'i Senin B1 Dă-mi, Mîndruță, Gura Ta B2 Rămîi, Mîndruțo, Cu Bine B3 Nici Vîntul Să Nu Ne Știe B4 Plec, Mîndruțo, Militar B5 Pe Drumul Căruțelor B6 Bună Ziua Și Bun Lucru | Orchestrele conduse de George Vancu, Paraschiv Oprea și Ionel Budișteanu        |                                                   |
| 1990       | ST-EPE 03772 Să Cânt, Cu Drag, Omului                                                          | A1 Să Cânt, Cu Drag, Omului A2 Eu Prin Țară-am Colindat A3 Tot Am Zis Noroc, Noroc A4 Era Timp Frumos Și Soare A5 De Ce Stai, Neică, Pe-afară A6 Geaba Mai Mă Duc Acasă B1 Cîte Flori Mi-ați Dat Voi Mie B2 Văzui Tinerețea Mea B3 De Ce Mamă, De Ce Tată B4 În Valea Plină De Tei B5 Cîte Griji Are O Mamă B6 Mînă Bade, Boii Bine | Orchestra Viorel Leancă                                                         |                                                   |
| 1990       | STC 00655 Să Cânt, Cu Drag, Omului Caseta Audio                                                | A1 Să Cânt, Cu Drag, Omului A2 Eu Prin Țară-am Colindat A3 Tot Am Zis Noroc, Noroc A4 Era Timp Frumos Și Soare A5 De Ce Stai, Neică, Pe-afară A6 Geaba Mai Mă Duc Acasă A7 Pelinaș, Pelin Amar A8 Pînă Cînd Dragă Badiță A9 Străina Mamii, Străină B1 De Ce Mamă, De Ce Tată B2 Văzui Tinerețea Mea B3 La O Răscruce De Drum B4 În Valea Plină De Tei B5 Cîte Griji Are O Mamă B6 Mînă, Bade, Boii Bine B7 La Casa Cu Plopi Înalți B8 Gheorghiță Cu Cal Bălan                                                         | Orchestra Viorel Leancă                                                         |                                                   |
| 1992       | ST-EPE 04122 Deschide, Gropare, Mormîntul                                                      | A1 Deschide, Gropare, Mormîntul A2 Of, Mi-e Dragă Lumea A3 Unde-i Mama, Oare A4 Vino, Iubitul Meu! A5 La Marginea Satului B1 Dorul De Părinți B2 Mândră-i Valea Prahovei B3 Asta-i Viața De Țigan B4 Mai Întoarce, Doamne, Roata B5 Nu Mă Mai Bate, Bărbate! B6 Zori De Ziuă Se Revarsă | Orchestra Marin Mihalcea                                                        |                                                   |
| 1992       | STC 00806 Deschide, Gropare, Mormîntul Caseta audio                                            | A1 Deschide, Gropare, Mormîntul A2 Of, Mi-e Dragă Lumea A3 Unde-i Mama, Oare A4 Vino, Iubitul Meu! A5 La Marginea Satului B1 Dorul De Părinți B2 Mândră-i Valea Prahovei B3 Asta-i Viața De Țigan B4 Mai Întoarce, Doamne, Roata B5 Nu Mă Mai Bate, Bărbate! B6 Zori De Ziuă Se Revarsă B7 Trenul vieții | Orchestra Marin Mihalcea                                                        |                                                   |
| 1994       | ST-EPE 04307 Știi, Omule, Ce E Viața ?                                                         | A1 Știi, Omule, Ce E Viața ? A2 Hai Noroc Și Numai Bucurii ! A3 Ce N-aș Da Să Mor Diseară A4 Polițistul A5 Nu Mai Beau Și Nu Mai Beau A6 De La Mine La Ploiești A7 Hei, Țigane, Lăutare ! B1 Cobori, Doamne, Pe Pământ ! B2 M-ai Iubit O Viață-ntreagă B3 Blestemată-i America B4 Despărțire, Despărțire B5 La Sfârșit De Săptămână B6 Am Acasă-n Grădiniță ! B7 Arz-o Focul, Dragostea ! B8 Lungă Mi-a Fost Viața |                                                                                 |                                                   |
| 1994       | STC 00974 Știi, Omule, Ce E Viața? Caseta Audio                                                | A1 Știi, Omule, Ce E Viața ? A2 Hai Noroc Și Numai Bucurii ! A3 Ce N-aș Da Să Mor Diseară A4 Polițistul A5 Nu Mai Beau Și Nu Mai Beau A6 De La Mine La Ploiești A7 Mi-am Luat Căruță Cu Cai A8 Hei, Țigane, Lăutare B1 M-ai Iubit O Viață-ntreagă B2 Blestemată-i America B3 Despărțire, Despărțire B4 La Sfârșit De Săptămână B5 Am Acasă-n Grădiniță! B6 Arz-o Focul, Dragostea! B7 Ascultați, Femei, Și Vă Gândiți! B8 Lungă Mi-a Fost Viața                                                                       |                                                                                 |                                                   |
| 1994       | EPE 04367 Către Dumnezeu Atotputernic                                                          | A1 Iubi-te-voi, Doamne A2 Cuvine-se Cu Adevărat A3 Îngerul A Strigat A4 O, Iisuse, Lume Dulce A5 Marie, Maică Fecioară A6 Slavă Întru Cei De Sus B1 Troparul Nașterii Domnului B2 În Orașul Vitleem B3 Hai, Să Colindăm Tot Omul B4 Trei Crai De La Răsărit B5 La Vitleem, Colo Jos B6 Asta-i Seara Lui Crăciun B7 În Seara De Sf. Vasile B8 Domnul Siva, Judeca B9 Sus În Slava Cerului |                                                                                 |                                                   |
| 1994       | STC 001013 Către Dumnezeu Atotputernic Casetă audio                                            | A1 Iubi-te-voi, Doamne A2 Cuvine-se Cu Adevărat A3 Îngerul A Strigat A4 O, Iisuse, Lume Dulce A5 Marie, Maică Fecioară A6 Slavă Întru Cei De Sus B1 Troparul Nașterii Domnului B2 În Orașul Vitleem B3 Hai, Să Colindăm Tot Omul B4 Trei Crai De La Răsărit B5 La Vitleem, Colo Jos B6 Asta-i Seara Lui Crăciun B7 În Seara De Sf. Vasile B8 Domnul Siva, Judeca B9 Sus În Slava Cerului |                                                                                 |                                                   |
| 1996       | STC 001184 Banii Mei Munciti De-o Vara Casetă Audio                                            | Banii Mei Munciți De-o Vară Deschide Ușa, Nevastă! Mamă, Unde Ești? Am Un Galben Ruginit Kazaciok Dați-mi Sticla Cu Otravă! Tu Să-mi Dai Inima Ta Lume, Lume Frică Mi-e Că Mor Ca Mâine Fraților, Cât Mai Trăim Vino, Neică, Iară! Uscă-te, Muiere! Tot Gândindu-mă La Tine M-aș Duce Și Eu La Nuntă Pe Ulița Armenească Ieftinește, Doamne, Băutura! Seara Pe Deal | Orchestra Dorel Manea                                                           |                                                   |

### Eurostar
ATENȚIE, Compilațiie nu sunt mai jos. 
| An     | Număr catalog                                                   | Piese | Acompaniament           | Note |
| ------ | --------------------------------------------------------------- | --- | ----------------------- | --- |
| 1996   | E 001 Copii orfani                                              | A1 Copii Orfani A2 De-aș Putea Mâine Să Mor A3 Măi Bogate, Măi Bogate A4 Soartă Nu Fii Blestemată A5 Nu Te Mira, Lume Dragă A6 Dați-mi Vin Să M-amețesc A7 Viața Militarului B1 Haide Cântă-mi Lăutare B2 Spune-mi Dumneata B3 Pe Drumul De La Fântână B4 Inimioară Cu Dor Greu B5 Pe Valul Mării B6 Bărbatul Cât E De Rău B7 Jos În Vale Pe Cărare B8 La Bolintinul Din Vale B9 Cine Vrea Să-mi Fie Soacră |                         | Piesele A4, A5, A6, B2, B3, B9 sunt cântate de Irinuca Loghin                                                                                        |
| 1996   | E 308 Irina Loghin și Benone Sinulescu                          | A1 Inimioară Cu Dor Greu A2 Păhărel, Păhărel A3 Dacă Dorul N-ar Mai Fi A4 Cine Bate Seara La Fereastra Mea A5 În Pădure La Bălțatu A6 Haide, Cântă-mi Lăutare! A7 Dulce-i Vinul A8 În Pădure La Izvoare B1 Hai Nu Mă Lăsa, Tinerețea Mea B2 Nu Te Supăra B3 Spune-mi Lume, Dragă Lume B4 Ciobănașul B5 Plec Mândruțo Militar B6 Ia Uite, Zău! B7 Mărie Cu Ochii Verzi B8 Măi, Ionele, Un' Te Duci? B9 Țaca-ța, Cu Melița                                                                                                   |                         | |
| 1998   | Du-mă, Du-mă În Țara Doinelor                                   | 1. Doamne, La Dușmanii Mei 2. Își Cinstește Baba Moșul 3. Doamne, Pe Român Ajută-l 4. Măi Fetițo, Puișor 5. Din Bucata Mea De Pâine 6. Dragostea Cea Mare 7. Supărată-s Pe Bărbat 8. Stau La Mine-n Casă 9. Bună Măicuță, Dragă Tăicuță 10. Am Avut Și Eu O Viață 11. Am Venit Să Vă Cânt Iară 12. Fir-ai Să Fii, Măi Gheorghiță 13. Ochii Tăi Frumoși, Ochi De Mincinos 14. Norocul Bătu-l-ar Vântul 15. Trece Timpul 16. Du-mă, Du-mă În Țara Doinelor                                                                   |                         | |
| 1998   | E-347 Doamne, Când Ai Făcut Lumea                               | Doamne, Când Ai Făcut Lumea Măi, Bărbate! Dușmane, N-ai Avea Parte Ce Folos De Bogăție? Trifoiaș Cu Patru Foi Flăcăi, Nu Vă Supărați De Ce Te-ai Supărat Pe Mine? Așa-mi Zice Lumea-n Sat Lume, Lume Ce-ai Cu Mine Ai Grijă, Doamne, De Mine La Crâșma Din Ferentari Băsmăluța Nu Fi Tristă, Mamă Soacră Zâna Mamei, Zână Pleac-o Nevestică-n Lume Ioane, Ioane Iar Ești Beat Asta-i Soarta Mea Doamne, Acuma Am Văzut |                         | |
| 1998   | E-372 Titanic, printre amintiri...                              | Îmi Spunea Tata Mereu Pentru Dorul Dumitale A Trecut Aseară Dorul Pe La Noi Prin Sat Ai Fost Prima Mea Iubire Arz-o Focul, Dragostea! Foaie Verde, Foaie Lată Departe Te-am Lăsat, Sătucul Meu Haide, Lăutare! Mi-am Lăsat Copilăria Doamne, Cât Ai Fost De Bun La Murfatlar Într-o Grădină Titanic | Orchestra Dorel Manea   | |
| 1999   | E-413 Un Om Sta, Plângea La Poartă                              | Un Om Sta, Plângea La Poartă E Noapte Și E Târziu Ascultați, Bogaților Dunăre, Să Nu Mă-neci Pasărea Pe-o Cracă Plânge Nuntă Mare Și Frumoasă Mă Cere, Mamă, Mă Cere Am Cântat Așa, În Toată Lumea Pentru Tine Am Muncit Ce Dor Greu Și Ce Furtună Ghiocel Cu Floare-albastră Neică, De Dragostea Noastră După Deal Răsare Luna De Trei Zile Beau La Bere Ce Mai Viață Și Ce Soartă | Orchestra Dorel Manea   | |
| 1999   | E-433 De-aș Fi Iară De Treizeci De Ani                          | De-aș Fi Iară De Treizeci De Ani Nu Te Supăra, Bărbate Te Rog Să Mă Ierți Repede Se Mai Duc Anii Doamne, Câtă Supărare O, Mamă, Scumpă Mamă Când Eram Copil Acasă Am Inima-ndurerată Hai, Cu Toți Să Chefuim Merg Cu Neicuța La Coasă Un Tren Lung Ne Pare Viață Mult Îmi Place Primăvara Când Am Fost În Grea Durere Toate Cântecele Mele | Orchestra Marin Ghiocel | |
| 2000   | E-483 La Cârciumioara Din Vale Cântece De Petrecere             | La Cârciumioara Din Vale La Mulți Ani, Mulți Ani! Ghinion Aseară, Pe Stradă M-a Făcut Mama Vedetă Nu Știu Ce Mă Fac Cu Tine Mă Vorbește Lumea Să Zică Lumea Ce-o Vrea La Necaz Și La Durere Anii Cum Mai Trec Ciușdei, Ciușdei, Măgărușul Meu | Orchestra Marin Ghiocel | |
| 2000   | E-429 Colind La-nceput De Veac                                  | Deschide Ușa, Azi Creștine Azi E Mare Sărbatoare Astăzi E Crăciunul Colindă, Colindă Irod Împărățea Iudeia Domul Iisus E Păstorul Meu Astăzi S-a Născut Christos Noi În Seara De Crăciun Lerului Ler Maria Se Preumbla Casa Noastră E În Ceruri Steaua, Steaua Mea |                         | |
| 2002   | E-549 Ion Dolănescu, Irina Loghin și Nelu Vlad                  | De-ar Crește Via Pe Casă A Venit Nașul La Mine Aseară Am Fost La Mat Unde-i Ospătarul? Sus Paharul, Sus! Iubirea Mea Luati Paharul După Nuntă Stejarul Din Perșinari Viața, Vinul Și Femeia Răsari O Floare Albastră Hai Cu Căruța |                         | |
| 2002 ? | E-227 Ion Dolănescu, Irina Loghin și Nelu Vlad                  | Eu Sunt Mare Vânător Nuntă Mare La Căsuța Dobrogeană Ține, Doamne Omul Bine La Constanța-i Nuntă Mare Când Am Vrut Să Mă Însor Dulce-i Vinul Dragi Prieteni, Știti Că Vinul... Oare Ce M-a Blestemat? Depărtat Mai Sunt De Frați Într-o Zi, Pe Înserat Aș Bea Vinul Care-l Știu |                         | |
| 2003   | E-611 Doamne Mult Îmi Place Viața                               | Omule Nu Fii Trist Vremea Trece, Vrei Nu Vrei La Vecinul În Obor La Jumătatea Vieții Dă-mi Doamne O Forță Mare Frică Mi-e Că Mor Ca Mâine Știi Omule Ce E Viața Iarăși Beau, Iarăși Petrec Spune Maică Adevărat Bună Seara Dragii Mei Mai Dă-mi Obrajii Să-i Cuprind Mi-a Adus Ieri O Fetiță Hai Ardeal, Ardeal Doamne Mult Îmi Place Viața |                         | |
| 2002   | E-540 Irina Loghin și Ion Dolănescu                             | Viață, Viață, Cum Mai Treci... Se Plimbă Mândra Cu Altul Fir-ar Al Dracului De Bărbat Doamne, Beat Am Fost Aseară Să Nu Zici Că N-ai Putere Ghicitoarea Doină, Dor Și Omenie Nu Uita Că Ești Român Cântăm La Lume Cu Dor Foaie Verde Și-o Lalea Mermeleaua Carul Merge-ncet Și Greu Să Fii Mai Buni Și Să Cântăm Amândoi Sunt Din Popor | Orchestra Marin Ghiocel | |
| 2004   | E 794 Irinuca Loghin Și Irina Loghin Cântă, Omule Și Bea!       | 1. Cântă, Omule Și Bea 2. Am Venit Să Vă Cântăm 3. M-au Cerut La Maica Doi 4. Pe Drumul De La Fântână 5. N-o Să Trăiesc Cât Pământul 6. Bradului La Munte-i Place 7. Flăcăi, Nu Vă Supărați 8. Vino, Neică, Iară 9. Tată Socrule Fii Gata 10. Am Să Cânt Măicuța Mea 11. La Gheorghiță-n Ogradă 12. Azi În Sat E Nuntă Mare 13. Jos În Vale Pe-o Cărare 14. Nici O Boală Nu-i Mai Grea 15. Așa Este Românul 16. La Sfârșit De Săptămână 17. Cobori, Doamne, Pe Pământ 18. Foaie Verde De Mohor 19. Zori De Ziuă Se Revarsă |                         | Piesa a 2-a și cea a 10-a sunt cântate în duet. Piesele 5,6,16,17,18 sunt cântate de Irina Loghin                                                    |
| 2004   | E 787 Cântece Creștinești                                       | 1. Spune-mi Mie, Doamne 2. Ascultai, Cândva Iisuse 3. Of, Suferință 4. Mereu, Iisuse, M-ai Chemat 5. De-aș Ajunge Cea Mai Mare Slavă Pământească 6. Iisuse Al Meu 7. Era Odată O Tainică Grădină 8. L-am Pierdut Pe Domnul 9. Când În Poarta Vieții Tale 10. Străin, Pribeag Și Călător 11. Unde-i Pace Și Iubire 12. În Umblarea Mea Prin Lume 13. Ca Un Tren Ne Pare Viața |                         | |
| 2012   | E 667 O Viata De Cantec                                         | Ma Gandesc Omule Mult Tineretea Mea E Trecatoare Scumpii Mei Parinti Canta-mi Lautare Mi-e Dor De Mama si Tata Ce E Viata Omului Nu-mi Da Inima Sti Omule Ce E Viata Un Batran Lautar Inimioara Cu Dor Greu Ce N-as Da Sa Mor Diseara Spune Lautarule Buna Seara Dragii Mei Băsmăluța Azi E Mare Veselie Hai Noroc |                         | |
| 2018   | E 149 Irina Loghin Și Daniela Condurache Din Văleni La Botoșani | 1. Spune, Spune, Măi Vecină 2. Din Văleni, La Botoșani 3. Fetelor, Luați Aminte 4. Două Mame Și O Fată 5. De N-ar Fi Cucul Pe Lume 6. Ați Jucat, Ați Chefuit 7. Când A Fost Să Moară Ștefan 8. Băiatul Pescarului Și Fata Morarului 9. Au Plecat Țiganii Mei 10. Ceas De Seară, Ceas De Taină 11. Frunză Bătută De Vânt 12. Hai, Flăcăi, Din Toată Țara 13. Azi Mi-e Dor, Mamă, De Tine | Orchestra Viorel Leancă | Piesele 1, 2, 3, 5, 9, 11 sunt cântate în duet Piesele 4, 7, 8, 13 sunt cântate de Irina Loghin Piesele 6, 11, 12 sunt cântate de Daniela Condurache |

### Euro Music
| An   | Număr de catalog                        | Piese | Acompaniament                                           | Note |
| ---- | --------------------------------------- | --- | ------------------------------------------------------- | ---- |
| 2006 | 9608-4 Irina Și FUEGO - Valurile Vieții | Valurile Vieții Firul Vieții M-a Cerut Duru Duru Hora Românească La Mulți Ani Cu Sănătate De Nuntă Cazacioc Inimă Nu Fii De Piatră Astăzi Fiul Meu Se-nsoară Banii Mei Săptămâna Vine, Trece Se Lasă Seara Tinerel M-ai Însurat Tăticul | Orchestra Lăutarii din Chișinău dirijor Nicolae Botgros |      |
| 2007 | 9624-2 Doamne, Mult Îmi Place Viața     | Cântă, Mamă, Cântă Pe Unde-am Trecut O Doamne, Ce Viață Grea Ca Floarea De Trandafir Cântă Muzica La Nuntă La Mulți Ani, Ioane Vânătorule Din Crâng Banii, Banii Valea Prahovei Sârba Omule, Mult Mai Trudești Vecina Când Aveam Vreo Șaisprezece Ani Pe Drumul De La Cepari Omule Care Ai Bani Cu Drag Eu V-am Cântat Doamne, Mult Îmi Place Viața            | Orchestra Lăutarii din Chișinău dirijor Nicolae Botgros |      |
| 2019 | 9886-4 Eu Sunt Tot Irina Voastră        | Bine V-am Găsit Români! Voi, Cei Vinovați Cei Trei Brazi De La Sinaia Unde Ești, Copilărie? Melancolie De-aș Putea Să Fiu Iară La 30 De Ani N-ai Cum Să Mai Schimbi Lumea Scoate, Țigancă, Ghiocul! La Mulți Ani! Liliacul Nunta-i Mare Și Frumoasă Mândria De A Fi Român Știi, Omule, Ce E Viața? Nu Știu, Doamne, De Unde Mai Sunt Ia Mai Toarnă Un Păhărel! | Orchestra Advahov                                       |      |

### Zoom Studio
| An   | Număr catalog                           | Piese | Acompaniament | Note                                  |
| ---- | --------------------------------------- | --- | ------------- | ------------------------------------- |
| 2000 | ZSCD 0085 Carmen Șerban și Irina Loghin | 1. Vreau Să Ieși Din Viața Mea 2. Când Aveam Vreo 16 Ani Maicuță Mamă 3. Ca Și În Telenovele 4. Da Da Muzica 5. Nașule Ce Mândru Ești 6. Hei Lume, Lume 7. Încearcă Să Mă Înțelegi 8. Am Iubit Și Eu În Viață 9. Rămâi În Viața Mea |               | Piesele 1, 8, 9 sunt cântate în duet. |
| 2001 | ZS0660                                  | Te Iubesc La Nebunie Floare Albă Se Sulfină Gagicarul |               |                                       |

### Roton
| An   | Număr catalog  | Piese | Acompaniament | Note |
| ---- | -------------- | --- | ------------- | ---- |
| 2003 | 3473-2 Colinde | A Sosit Ziua Măreață Hristos Se Naște Colidul Sfântului Nicolae O Măicuță, Maica Mea Mândru-i Cerul Cine Coase La Fereastră La Vithleem Acolo-n Jos Îngerii Cântau În Ceruri Fecioara Astăzi Trei Crai De La Răsărit Era O Seară Liniștită Leagănul Lui Iisus Colindul Sfântului Andrei La Umbra Crucii Tale Marie - Maică Fecioară O, Ce Bucurie! |               |      |

### RBA
| An   | Număr catalog                  | Piese | Acompaniament | Note |
| ---- | ------------------------------ | --- | ------------- | ---- |
| 2004 | RBA 1182 Irina Loghin și Fuego | Eu Sunt Mama, Eu Copilul... Maicuța Vrea Să Mă-nsor Mi-ai Dat, Mamă Cântecul Lume, Lume Foaie Verde De Alun Pandelașul Mamă, Unde Ești Sevilla Ma Duc, Măicuță, La Horă Porom Pom Pom De-aș Trăi Ca Bradu-n Munte Curge Prahova La Vale Tinerețe Tu Mi-ești Dragă Unde-i Tata Oare Suntem Români Mereu Sevilla |               |      |

## Înregistrări Radio
| An           | Piese | Acompiament                                       | Note                                                |
| ------------ | --- | ------------------------------------------------- | --------------------------------------------------- |
| 1963         | Uite mamă Ionel (1) | Orchestra Ciocârlia dirijor Ion Mărgean           | Debut                                               |
| 1964         | Ghiocel din deal adus De s-ar face dealul șes Ce vii bade târzior Face-m-aș privighetoare Măi bădiță de pe grui                                                                                       | Orchestra George Vancu                            |                                                     |
| 1965         | Neic-al meu harnic sondor | Orchestra Ciocârlia dirijor Victor Predescu       |                                                     |
| 1965         | Nu știu, luna, pe cer merge | O.M.P.R. George Vancu                             |                                                     |
| 31 oct. 1966 | Surioara mea grădină Ce e, Ionele, cu tine Maică măiculița mea Satul meu de lângă munte Floricică din ponoare Florilor de pe câmpie Pelinaș, pelin amar                                               | O.M.P.R. George Vancu                             |                                                     |
| 1969         | Ce departe ești măicuță Cei trei brazi de la Sinaia | Orchestra Doina Argeșului dirijor Florian Economu |                                                     |
| 1970         | Uite mamă, Ionel (2) Fluier, fluieraș de soc De trei ani de zile Prunule, cu frunza-n vânt | O.M.P.R. George Vancu                             |                                                     |
| 1972         | Vinu-i bun, ocaua-i mare La crâșma din Ferentari | O.M.P.R. Ionel Budișteanu                         |                                                     |
| 1972         | Când treci bade pe la mine Vezi măi bade, cum ești tu În pădurea verde, deasă Mărăcinul umbră n-are Geaba mă mai duc acasă Mi-ai dat mamă cântecul Foaie verde și-o granată Ți-e necaz că-nbătrânești | O.M.P.R. George Vancu                             |                                                     |
| 1973         | Frunzele cad pe pământ(Eu plâng c-am îmbătrânit) Ionel când treci la vale Nicio boală nu-i mai grea                                                                                                   | O.M.P.R. George Vancu                             |                                                     |
| 1974         | Și-am plecat, să cânt, la vale De pe plaiuri Prahovene | O.M.P.R. George Vancu                             |                                                     |
| 1975         | La o sondă sus pe schele România mea | O.M.P.R. Florian Economu                          |                                                     |
| 1977         | 1.Trenule mașină mică 2.Ciobănaș cu trei sute de oi | O.M.P.R. Paraschiv Oprea                          | 2. Cu Maria Ciobanu Și Liliana Ciobanu (interpretă) |
| 1979         | Din depărtare, gândul meu La Ciolpan, era o fată Bine-i să trăiești pe lume | O.M.P.R. Paraschiv Oprea                          |                                                     |
| 1980         | Tinerețe tu-mi ești dragă A mai trecut un an din viața mea | O.M.P.R. Parachiv Oprea                           |                                                     |
| 3 mar 1982   | Iar mă-ncearcă dragostea Mugurel de primăvară Mult am colindat prin lume Departe te-am lăsat, sătucul meu                                                                                             | O.M.P.R. Marius Olmazu                            |                                                     |
| 6 mar 1982   | Inimă bănuitoare Tinerețe, nu pleca Mamă, urâtul mă cere | O.M.P.R. Marius Olmazu                            |                                                     |
| 22 dec 1982  | A trecut, aseară, dorul Vremea trece, vrei, nu vrei | O.M.P.R. Paraschiv Oprea                          |                                                     |